# Jože Reven Rastislav
Jože Rastislav (Rasto) Reven, slovenski ekonomist in politik, * 18. april 1947.
V letih 2007-12 je bil član Državnega sveta Republike Slovenije.